# الأم أنجيليكا
ريتا أنطوانيت ريزو أو الأم ماري أنجيليكا (بالإنجليزية: Mother Angelica)‏ ‏(20 أبريل 1923 - 27 مارس 2016)، راهبة فرنسيسكانية أمريكية اشتُهرت بأنها شخصية تلفزيونية مشهورة ومؤسسة شبكة تلفزيون الكلمة الخالِدة (EWTN) سنة 1981.

## حياتها
ولدت ريتا ريزو في 20 نيسان 1923، في كانتون بولاية أوهايو، بعائلة مضطربة. قام والديها بالانفصال وهي بالسادسة من عمرها، وأكملت حياتها مع والِدتها وعاشا حياة صعبة مليئة بالتنقل والجوع والفقر.
قدمت الأم أنجيليكا نفسها كراهبة في 15 أغسطس 1944 وهي بعُمر 21 سنة. أنخرطت ريتا الرهبنة الفرنسسكانية للقديسة كلير في كليفلاند، وأخذت الاسم الذي سيعرفها العالم به وهو الأخت ماري أنجليكا للبشارة. في العام 1969، بدأت بتسجيل أحاديث روحية بغرض انتشارها بطريقة شاملة. سجلت أول برنامج إذاعي لها عام 1971. لقد كان برنامجاً مدته عشر دقائق خصص لقناة WBRC، وفقاً لسيرة الأم أنجليكا الذاتية. وتقاعدت الأم أنجليكا من رئاستها لشبكة تلفزيون الكلمة الخالدة عام 2000، بسبب تعرضها لسكتة دماغية أدت لعدم قدرتها على الكلام.